# Torralba de los Frailes
Torralba de los Frailes é um município da Espanha na província de Saragoça, comunidade autónoma de Aragão. Tem 59,4 km² de área e em 2021 tinha 74 habitantes (densidade: 1,2 hab./km²).

## Demografia
| Variação demográfica do município entre 1991 e 2004 | Variação demográfica do município entre 1991 e 2004 | Variação demográfica do município entre 1991 e 2004 | Variação demográfica do município entre 1991 e 2004 |
| --------------------------------------------------- | --------------------------------------------------- | --------------------------------------------------- | --------------------------------------------------- |
| 1991                                                | 1996                                                | 2001                                                | 2004                                                |
| 131                                                 | 112                                                 | 96                                                  | 87                                                  |